# Chao (valuta)
Chao (poenostavljeno kitajsko 鈔,tradicionalno kitajsko  钞) je bil uradni papirnati denar kitajske dinastije Yuan. Od starejšega papirnatega denarja jiaozi se je razlikoval po tem, da je bil prvi papirnati denar v zgodovini Kitajske, ki se je uporabljal kot prevladujoče plačilno sredstvo. 
Leta 1294 je Gajkatu kan poskušal doseči nadzor nad državnimi financami, zato je v Ilkanatu uvedel papirnat denar, ki je bil zelo podoben juanskemu chau in je imel celo kitajske napise. Njegov poskus je bil popoln polom, njega samega pa so kmalu zatem ubili.